# NGC 4456
NGC 4456 је спирална галаксија у сазвежђу Хидра која се налази на NGC листи објеката дубоког неба.
Деклинација објекта је - 30° 5' 52" а ректасцензија 12h 27m 52,2s. Привидна величина (магнитуда) објекта NGC 4456 износи 13,3 а фотографска магнитуда 14,1. NGC 4456 је још познат и под ознакама ESO 441-30, IRAS 12252-2949, PGC 40925.